# Hardt-Hanfgarten

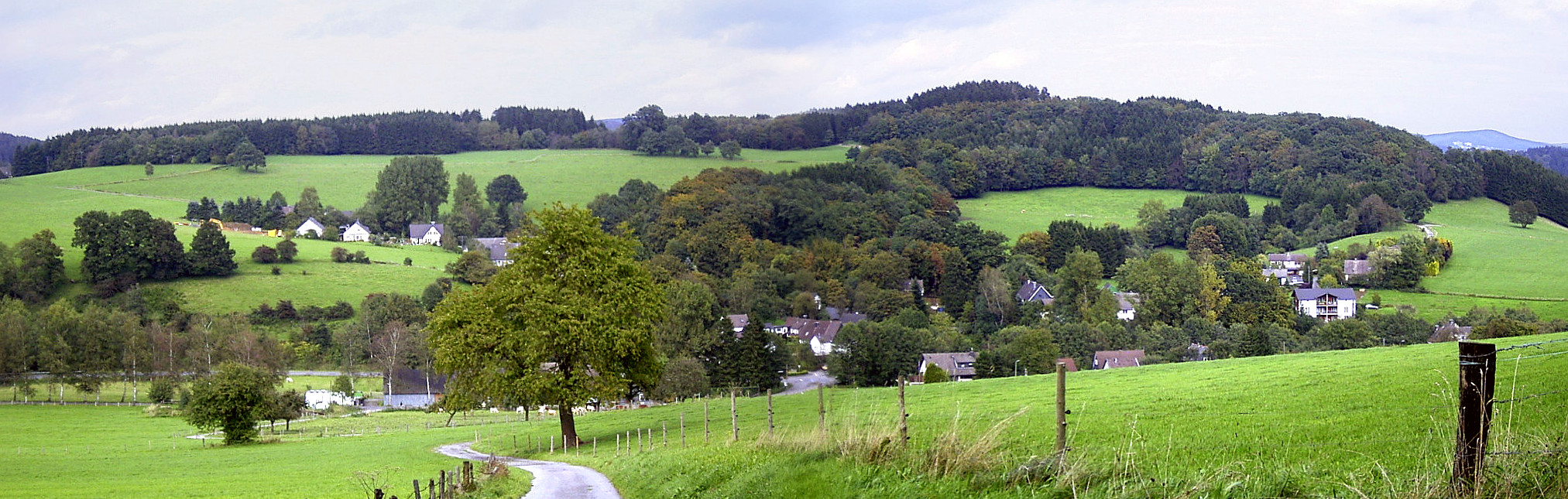
Hardt-Hanfgarten

Hardt-Hanfgarten ist ein Ortsteil von Gummersbach im Oberbergischen Kreis im südlichen Nordrhein-Westfalen, Deutschland.

## Geographie
Hardt-Hanfgarten liegt rund drei Kilometer südwestlich des Stadtzentrums. Der Ort erstreckt sich an Hängen und in kleinen Nebentälern beiderseits des Strombachtales.

## Geschichte
Hardt-Hanfgarten entstand aus der Zusammenlegung der vormals eigenständigen Orte Vor der Hardt und Hanfgarten.
1542 fand der Ort erstmals urkundliche Erwähnung, als Jacob vor der Harrt in der Bauerschaft Rospe und sein Knecht in den Türkensteuerlisten genannt wurden.
Der Name Hanfgarten indiziert ebenso wie die Ortsbezeichnungen Bad Honnef und Hennef den hier in alter Zeit praktizierten Hanfanbau.

## Verkehr
Im Ort befinden sich zwei Bushaltestellen, Hanfgarten und Vor der Hardt. Sie werden von den Buslinien 317 (Gummersbach Bf. – Ründeroth) und 365 (Gummersbach Bf. – Strombach Weststr.) der OVAG bedient.